# Tamu Massif
Tamu Massif je vyhaslá podmořská štítová sopka v Pacifiku, nachází se na Šatského vyvýšenině asi 1600 km východně od japonských ostrovů. Je pojmenována podle Texas A&M University, která iniciovala výzkum oblasti. Svahy sopky jsou velmi povlovné, jejich sklon většinou nepřesahuje jedno procento; základna má rozlohu okolo 260 000 km², vrchol se nachází 4460 metrů nad úpatím a 1980 metrů pod hladinou moře. 5. září 2013 oznámil americký geofyzik William Sagen, že tento kuželovitý podmořský útvar vznikl v důsledku jediného sopečného výbuchu a je tak vlastně největší sopkou na Zemi co do objemu; není ovšem nejvyšší, tou je Cotopaxi (5897 m), pokud měříme od hladiny moře, nebo Mauna Loa, která převyšuje svoji podmořskou základnu o téměř deset kilometrů. Vznik sopky se datuje do doby před 145 miliony let, vulkanická aktivita zřejmě ustala před 130 miliony let.